# Corycaeus
Corycaeus – rodzaj widłonogów z rodziny Corycaeidae. Nazwa naukowa tego rodzaju skorupiaków została opublikowana w 1846 roku przez amerykańskiego zoologa Jamesa Dwighta Danę.

## Podział systematyczny
Do rodzaju należą następujące gatunki:
- Corycaeus clausi Dahl F., 1894
- Corycaeus crassiusculus Dana, 1849–1852
- Corycaeus obtusus Dana, 1849–1852
- Corycaeus speciosus Dana, 1849–1852
- Corycaeus vitreus Dana, 1849–1852

Następujące gatunki, także zaliczane do tego rodzaju, mają status wątpliwych (taxon inquirendum):
- Corycaeus decurtatus Dana, 1849–1852
- Corycaeus inquietus Dana, 1852–1853
- Corycaeus productus Dana, 1849–1852
- Corycaeus styliferus Lubbock, 1856
- Corycaeus sutherlandii Lubbock, 1856